# Red Eye (filme)
Red Eye (bra: Voo Noturno; prt: Red-Eye) é um filme estadunidense de suspense de 2005, dirigido por Wes Craven e estrelado por Rachel McAdams, como uma gerente de hotel enredada em uma trama de assassinato por um terrorista (Cillian Murphy), enquanto a bordo de um voo noturno para Miami. A trilha sonora foi composta e conduzida por Marco Beltrami.

## Elenco
- Rachel McAdams como Lisa Reisert
- Cillian Murphy como Jackson Rippner
- Brian Cox como Joseph "Joe" Reisert
- Jayma Mays como Cynthia
- Jack Scalia como Secretário de Segurança Interna Charles "Charlie" Keefe
- Colby Donaldson como Chefe Agente do Serviço Secreto
- Robert Pine e Teresa Press-Marx como Bob e Marianne Taylor
- Angela Paton como Senhora simpática
- Laura Johnson como Mulher loira
- Loren Lester como Passageiro irado
- Max Kasch como Garoto com Headphone
- Kyle Gallner como o irmão do garoto com Headphone
- Brittany Oaks como Rebecca
- Wes Craven, Marianne Maddalena, Carl Ellsworth, e Chris Bender (não creditados) como passageiros da Airline

## Produção
O roteiro do filme foi escrito para Sean Penn e Robin Wright, mas o diretor Wes Craven resolveu escalar atores mais jovens.
A fotografia de Lisa jovem, que aparece na casa do seu pai, é do filme Mean Girls, em que Rachel McAdams atuou.

## Recepção

### Resposta da crítica
Red Eye recebeu críticas positivas. Site Rotten Tomatoes dá ao filme uma pontuação de 79%, com base em comentários de 186 críticos, com o consenso do site, "Com performances sólidas e direção firme de Wes Craven, Red Eye é um estimulante, suspense econômico".
Além disso, Metacritic deu ao filme uma pontuação ponderada de 71% com base em 36 comentários que indicam avaliações favoráveis.
Os críticos também elogiaram as performances de Rachel McAdams e Cillian Murphy com Roger Ebert afirmando em sua revisão que McAdams' "desempenho é tão convincente porque ela mantém ao nível do solo "e que" ela permanece plausível, mesmo quando a ação catracas em torno dela. "Ela sempre parece ser uma mulher normal fazendo as coisas. Ele também elogiou Murphy por sua "capacidade de modular seu personagem em vez de ranger o cenário" e mencionou que McAdams e Murphy são "muito eficazes em conjunto".

### Bilheteria
O filme arrecadou US$ 57 891 803 no mercado doméstico, dobrando o estimado orçamento de US$ 26 milhões. Internacionalmente o filme também arrecadou um adicional de US$ 38 366 398, fazendo um total de US$ 96 258 201.

### Prêmios e indicações
| Awards                           | Awards                                 | Awards                                 | Awards    |
| Prêmio                           | Categoria                              | Nome                                   | Resultado |
| -------------------------------- | -------------------------------------- | -------------------------------------- | --------- |
| Golden Trailer Awards            | Melhor Suspense                        | Melhor Suspense                        | Indicado  |
| Irish Film and Television Awards | Melhor Ator em Longa-Metragem          | Cillian Murphy                         | Indicado  |
| MTV Movie Awards                 | Melhor Performance                     | Rachel McAdams                         | Indicado  |
| Saturn Awards                    | Melhor Filme de Ação/Aventura/Suspense | Melhor Filme de Ação/Aventura/Suspense | Indicado  |
| Saturn Awards                    | Melhor Atriz                           | Rachel McAdams                         | Indicado  |
| Saturn Awards                    | Melhor Ator Coadjuvante                | Cillian Murphy                         | Indicado  |
| Teen Choice Awards               | Movies - Choice Thriller               | Movies - Choice Thriller               | Venceu    |
| Teen Choice Awards               | Movie - Choice Scream                  | Rachel McAdams                         | Indicado  |
| Teen Choice Awards               | Choice Sleazebag                       | Cillian Murphy                         | Indicado  |